# Belrupt
 Belrupt  es una población y comuna francesa, en la región de Lorena, departamento de Vosgos, en el distrito de Épinal y cantón de Darney.

## Demografía
| 146 | 136 | 113 | 103 | 116 | 111 |
| Para los censos de 1962 a 1999 la población legal corresponde a la población sin duplicidades (Fuente: INSEE [Consultar]) |     |     |     |     |     |